# Trichopsychoda lepida
Trichopsychoda lepida är en tvåvingeart som beskrevs av Tokunaga och Komyo 1955. Trichopsychoda lepida ingår i släktet Trichopsychoda och familjen fjärilsmyggor. Inga underarter finns listade i Catalogue of Life.